# Dinokwe
Dinokwe, também conhecida como Palla Road, é uma vila localizada no Distrito Central em Botswana. Possuía, em 2011, uma população estimada de 1 229 habitantes.